# Spaniblennius clandestinus
Spaniblennius clandestinus es una especie de pez de la familia Blenniidae en el orden de los Perciformes.

## Reproducción
Es ovíparo.

## Hábitat
Es un pez de mar y de clima tropical.

## Distribución geográfica
Se encuentra desde Cabo Verde hasta Mocámedes (Angola ).